# Nagel & Kimche Verlag
Der Verlag Nagel & Kimche AG wurde 1983 von Renate Nagel (1936–2023) und Judith Kimche (1940–2020) in Zürich gegründet. Mit jährlich rund achtzehn Neuerscheinungen in den Bereichen Literatur und erzählendem Sachbuch gehört er in der Kleinverlagslandschaft Schweiz zu den fünf grössten Literaturverlagen.  

## Geschichte

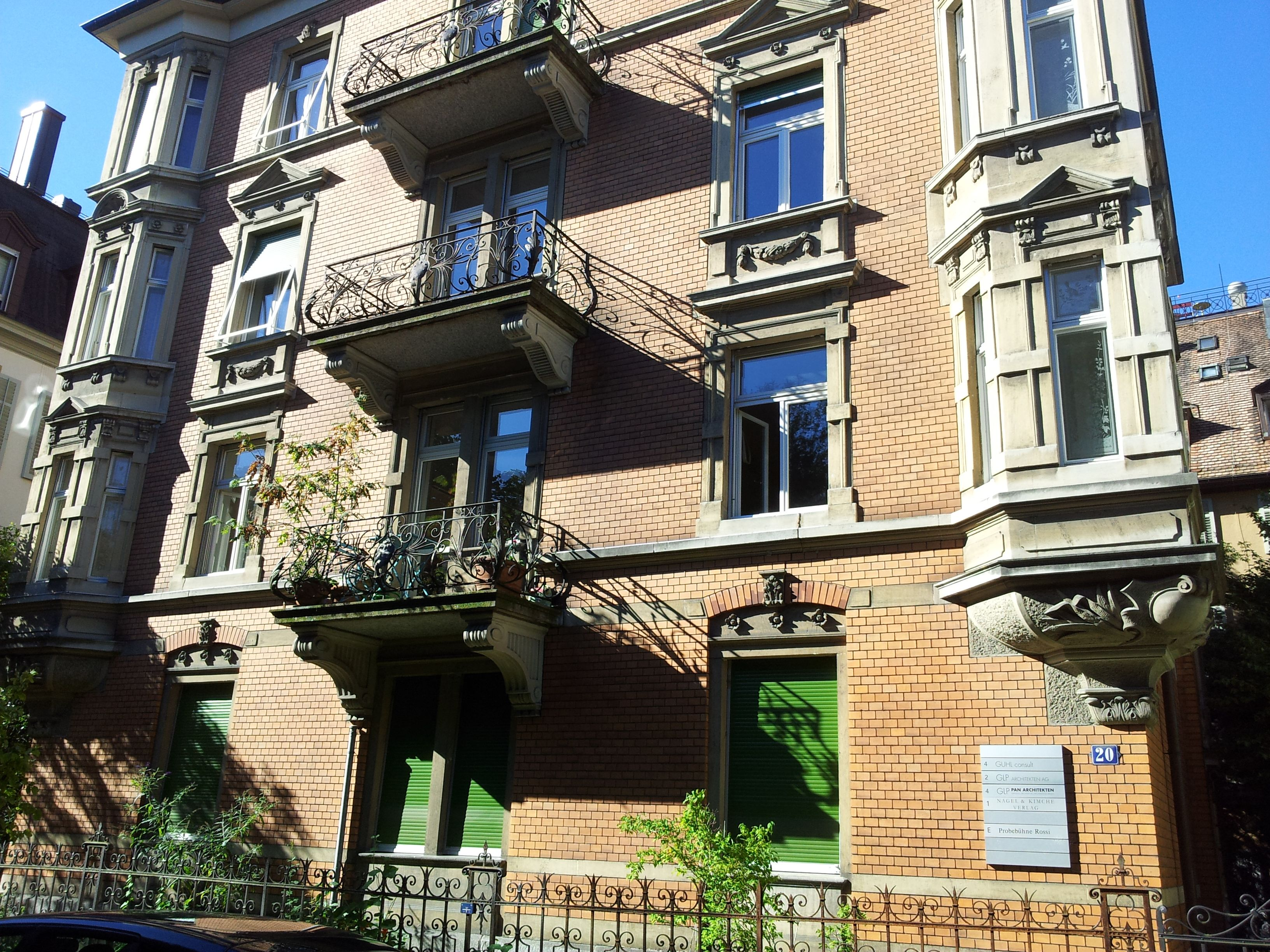
Sitz des Nagel & Kimche Verlags an der Neptunstrasse in Zürich

Bei der Gründung 1983 bestand das Verlagsprogramm zu gleichen Teilen aus zeitgenössischer Schweizer Belletristik und internationaler Kinder- und Jugendliteratur. Wenige Jahre darauf wurde das Kinderbuch sukzessive durch das Sachbuch ersetzt – neben Schweizer Themen vor allem Kulturgeschichte, Erfahrungsberichte und Essays – auch Übersetzungen aus dem anglophonen und dem frankophonen Sprachraum.
Bekannte Bestseller sind Eveline Haslers Roman Ibicaba und Lukas Hartmanns Roman Aus dem Innern des Mediums. und der Kinderroman Rennschwein Rudi Rüssel von Uwe Timm. Zu den Schweizer Autoren der ersten Stunde gehörten daneben Christoph Geiser und Margrit Schriber; später kamen Jürg Acklin, Gabrielle Alioth, Hans Boesch und Kurt Marti hinzu.
Ab 1999 gehörte der Verlag zur Verlagsgruppe Carl Hanser, seit 2018 zur Münchner MG Medien. 2008 wurde dem Verlag die Auszeichnung der Kulturstiftung Pro Helvetia als herausragender Schweizer Literaturverlag verliehen. Seit 1. Januar 2023 ist Nagel & Kimche Teil der Verlagsgruppe HarperCollins.

## Verlagsprogramm
Kern des Verlagsprogramms ist zeitgenössische Schweizer Literatur. Zu den Hausautoren gehören etwa Charles Lewinsky, Milena Moser, Eveline Hasler, Ulrich Knellwolf, Silvio Huonder, Margrit Schriber und Erwin Koch, Bruno Ziauddin und Alfred Bodenheimer, ihre Debüts gaben neben anderen Alice Schmid, Matthias Nawrat, Silvia Tschui, Andrei Mihailescu, Frédéric Zwicker, Flurin Jecker und Niko Stoifberg, und es erschienen auch deutschsprachige Erstlinge von Westschweizer Autoren, etwa von Eugène oder Roland Buti.
Im Bereich internationale Belletristik erschienen Werke von Yasmina Khadra, Enrique Vila-Matas, César Aira, Grégoire Bouillier, André Glucksmann, Frode Grytten, Giorgio Fontana, Eduardo Mendoza, Andrea Camilleri, Castle Freeman, Miika Nousiainen und vielen weiteren Autoren.
Als Sachbücher erschienen beispielsweise die Monographien Nach der Krise von Roger de Weck, Die Mutter des Erfolgs von Amy Chua oder Das Geräusch einer Schnecke beim Essen von Elisabeth Tova Bailey, der Erfahrungsbericht von Molly Brodak unter dem Titel Als ich 13 war, überfiel mein Vater seine erste Bank sowie die Buchreportage Stadt der Verlorenen von Ben Rawlence über Dadaab, das grösste Flüchtlingslager der Welt.